# Liste d'idoles du net japonaises
La liste ci-dessous concerne uniquement les idoles du Net japonaises qui ont conquis la notoriété dans leur pays grâce à leur physique. Le terme d'idole s'applique habituellement à de femmes bien qu'il existe également des idoles masculines.
- Haut – A
- B
- C
- D
- E
- F
- G
- H
- I
- J
- K
- L
- M
- N
- O
- P
- Q
- R
- S
- T
- U
- V
- W
- X
- Y
- Z

## A
- Airi & Meiri
- Hiroko Anzai
- Arashi (groupe)
- Mew Azama
- Aki Hoshino
- Beni Arashiro
- Mari Amachi
- Attack all around (groupe)
- AKB48 (groupe)
- Akanishi Jin

## B
- BeForU (groupe)
- Berryz Koubou (groupe)
- Bonnie Pink (post-idole)
- Buono! (groupe)

## C
- C-ute (groupe)
- Candies (groupe)
- CoCo (groupe)
- Crystal Kay
- Cymbals (formation)

## D
- Alisa Durbrow
- Asami Doi

## E
- Kanako Enomoto

## F
- Fukada Kyoko
- Asami Fujimura
- Miki Fujimoto

## G
- Gackt (post-idole)
- Goto Maki

## H
- Mai Hagiwara
- Chitose Hajime
- Halna
- Chisaki Hama
- Ayumi Hamasaki (ex-idole)
- Yu Hasebe
- Mokomichi Hayami
- Hey! Say! JUMP (groupe)
- Hikaru Genji (groupe)
- Hinoi Team (groupe)
- Hiro
- Kusano Hironori
- Ryoko Hirosue
- Maki Horikita

## I
- Tôma Ikuta
- Mao Inoue
- Waka Inoue
- Saaya Irie
- Satomi Ishihara

## K
- Shigeaki Kato
- Aiko Kayo
- Keiko Kitagawa
- Ayumi Kinoshita
- Kumi Koda
- Ayaka Komatsu
- Miho Komatsu
- Reon Kadena
- Chiaki Kuriyama
- Kanata Hongo
- Kusumi Koharu
- Kawabe Chieco
- Kanbe Miyuki
- Kawase Tomoko
- Kira☆Pika (Groupe)
- KAT-TUN (Groupe)
- Keiichiro Koyama
- Kamenashi Kazuya
- Kazunari Ninomiya

## L
- L'Arc-en-Ciel (groupe)
- LM.C (Lovely Mocochang.Com) (groupe)

## M
- Matsuyama Kenichi
- Matsumoto Jun
- Mizobata Junpei
- Takahisa Masuda
- Aya Matsuura
- Meguri
- Airi & Meiri
- Mihiro Taniguchi
- Morning Musume (groupe)
- Seiko Matsuda
- Saori Minami
- Masako Mori
- Nana Mizuki
- Myco
- Masaki Aiba

## N
- Nagasawa Misami
- Shoko Nakagawa
- Yukie Nakama
- Miho Nakayama
- Hikaru Nishida
- Ryo Nishikido
- Jun Natsukawa
- NEWS (groupe)
- Natsuyaki Miyabi
- Nakamaru Yuichi

## O
- Megumi Odaka
- Yuko Ogura
- Takako Ohta
- Yukiko Okada
- Oguri Shun
- Onyanko Club (groupe)

## P
- Perfume (groupe)
- Pink Lady (Mie, Kei)

## R
- Ribbon

## S
- Erika Sawajiri
- Noriko Sakai
- Maaya Sakamoto
- Miyu Sawai
- SMAP (groupe)
- Sayaka
- Ikue Sakakibara
- Junko Sakurada
- Airi Suzuki
- Ranran Suzuki
- Emi Suzuki
- Sakurai Sho
- Satoshi Ōno

## T
- Tackey and Tsubasa
- Tsumabuki Satoshi
- Tachibana Kana
- Reina Tanaka
- Erika Toda
- Tsugunaga Momoko
- Yuya Tegoshi
- Tanaka Koki
- Taguchi Junnosuke

## U
- Yuki Uchida
- Aya Ueto
- Takako Uehara
- Uverworld (groupe)
- Ueda Tatsuya

## V
- Vanilla Mood (groupe)
- v-u-den (groupe)

## W
- Wink (band) (formation)
- W-inds. (groupe)

## Y
- Momoe Yamaguchi
- Miho Yoshioka
- Ito Yuna
- Takayuki Yamada
- Tomohisa Yamashita
- Yui Aragaki
- Yui Makino
- Yukie Kawamura
- Yumi Sugimoto
- Yamada Ryosuke

## Z
- Zone (formation)